# Breckenridge (Colorado)
Breckenridge é uma cidade  localizada no estado americano do Colorado, no Condado de Summit.

## Demografia
Segundo o censo americano de 2000, a sua população era de 2408 habitantes. 
Em 2006, foi estimada uma população de 2768, um aumento de 360 (15.0%).

## Geografia
De acordo com o United States Census Bureau tem uma área de 
12,8 km², dos quais 12,8 km² cobertos por terra e 0,0 km² cobertos por água. Breckenridge localiza-se a aproximadamente 3161 m acima do nível do mar.

## Localidades na vizinhança
O diagrama seguinte representa as localidades num raio de 24 km ao redor de Breckenridge. 